# 8417 Lancetaylor
8417 Lancetaylor este un asteroid din centura principală de asteroizi.

## Descriere
8417 Lancetaylor este un asteroid din centura principală de asteroizi. A fost descoperit pe 7 noiembrie 1996 la Kitami de Kin Endate și Kazuro Watanabe. Asteroidul prezintă o orbită caracterizată de o semiaxă mare de 2,21 ua, o excentricitate de 0,19 și o înclinație de 5,8° în raport cu ecliptica.